# Clemensia leopardina
Clemensia leopardina là một loài bướm đêm thuộc phân họ Arctiinae, họ Erebidae.